# Heloísa Faissol
Heloísa Worms Pinto, mais conhecida como Heloísa Faissol (Rio de Janeiro, 15 de julho de 1970 — Rio de Janeiro, 2 de fevereiro de 2017) foi uma cantora, socialite e escritora brasileira que se destacou no funk como "MC Helô Quebra Mansão" e que integrou a sétima temporada do reality show A Fazenda, sendo finalista e terminando em terceiro lugar na competição.

## Biografia
Filha do dentista Olympio Faissol, ficou famosa ao se tornar cantora de funk. Formada em marketing, Teatro e Artes cênicas, Heloísa se interessou na adolescência por artes plásticas e moda. Também foi bailarina, acrobata, performer, modelo, pintora e atriz. Era irmã de Claudia Faissol, jornalista que foi casada com o cantor e compositor João Gilberto.
Em 2012 lançou sua autobiografia, Do Luxo ao Lixo, relatando que sofreu assédio aos 12 anos quando realizou um curso de férias. Já em 2015 lançou Mirei no Príncipe, Acertei no Ogro, um livro sobre relacionamentos. Inspirada na funkeira Tati Quebra Barraco, adotou como nome artístico o apelido "Helô Quebra Mansão". Sua família rompeu relações com ela ao virar cantora de funk, mas voltou a apoiá-la quando participou de A Fazenda.

## Morte
Cometeu suicídio em 2 de fevereiro de 2017, em seu apartamento em Copacabana, na Zona Sul do Rio. Heloísa foi achada pelo filho, José Arthur Gerdes, e deixou uma carta de despedida que fazia referência à depressão onde afirmava que não aguenta mais “viver nesse mundo”.

## Discografia
Singles
- "Funk da Corna Mansa"
- "Dou Pra Cachorro I"
- "Falem Bem ou Falem Mal"
- "Dou Pra Cachorro II"
- "Funk da Galinha"
- "Mauricinho"
- "Roça Nossa"[14]
- "O Karatê"[15]

## Televisão
| Ano  | Programa                     | Classificação            | Emissora   |
| ---- | ---------------------------- | ------------------------ | ---------- |
| 2010 | TV Fama                      | Entrevistada             | RedeTV!    |
| 2010 | Superpop                     | Entrevistada             | RedeTV!    |
| 2010 | Márcia                       | Entrevistada             | Band Tv    |
| 2010 | Provocações                  | Entrevistada             | TV Cultura |
| 2012 | Muito+                       | Comentarista             | Band Tv    |
| 2012 | Programa do Jô               | Entrevistada             | TV Globo   |
| 2013 | Agora É Tarde                | Entrevistada             | Band Tv    |
| 2014 | A Fazenda 7                  | Participante (3.º lugar) | Record     |
| 2014 | Hoje em Dia                  | Comentarista             | Record     |
| 2014 | Programa da Tarde            | Entrevistada             | Record     |
| 2014 | Domingo Espetacular          | Entrevistada             | Record     |
| 2015 | Luciana by Night             | Entrevistada             | RedeTV!    |
| 2015 | The Noite com Danilo Gentili | Entrevistada             | Sbt        |
| 2015 | Roberto Justus +             | Entrevistada             | Record     |
| 2016 | A Liga                       | Entrevistada             | Band TV    |

## Literatura
- O Luxo do Lixo[16][17][18]
- Mirei no Príncipe, Acertei no Ogro[19]